# Campeonato Chileno de Futebol de 1934
O Campeonato Chileno de Futebol de 1934 (oficialmente Campeonato de la División de Honor de la Liga Profesional de Football de Santiago) foi a 2ª edição do campeonato do futebol do Chile. Os clubes jogavam uma fase de turno. Do sétimo ao décimo primeiro lugar  eram rebaixados para a Serie B Profesional de Chile 1935, campeonato de segunda divisão predecessor do Campeonato Chileno de Futebol - Segunda Divisão

## Participantes
| Equipe                               | Cidade           | Região                | No ano anterior | Estádio                       | Capacidade | Títulos        | Participações |
| ------------------------------------ | ---------------- | --------------------- | --------------- | ----------------------------- | ---------- | -------------- | ------------- |
| Audax Club Sportivo Italiano         | La Florida       | Província de Santiago | Quinto Lugar    | Estádio Santa Laura           | 22.375     | 0 (não possui) | 2             |
| Club Social y Deportivo Colo-Colo    | Ñuñoa            | Província de Santiago | Vice Campeão    | Campos de Sports de Ñuñoa     | 27.000     | 0 (não possui) | 2             |
| Club de Deportes Green Cross         | Santiago         | Província de Santiago | Sétimo Lugar    | Estádio Carabineros           | 12.000     | 0 (não possui) | 2             |
| Club Deportivo Magallanes            | Maipú            | Província de Santiago | Campeão         | Estádio de la Escuela Militar | ---        | 1 (1933)       | 2             |
| Morning Star Sport Club              | Independencia    | Província de Santiago | Sexto Lugar     | Estádio Carabineros           | 12.000     | 0 (não possui) | 2             |
| Club de Deportes Badminton           | Santiago         | Província de Santiago | Terceiro Lugar  | Estádio Carabineros           | 12.000     | 0 (não possui) | 2             |
| Santiago National Football Club      | Santiago         | Província de Santiago | Oitavo Lugar    | Estádio Santa Laura           | 22.375     | 0 (não possui) | 2             |
| Unión Española                       | Independencia    | Província de Santiago | Quarto Lugar    | Estádio Santa Laura           | 22.375     | 0 (não possui) | 2             |
| Carlos Walker Martínez Football Club | Santiago         | Província de Santiago | Estreante       | Estádio Santa Laura           | 22.375     | 0 (não possui) | 1             |
| Deportivo Alemán                     | Santiago         | Província de Santiago | Estreante       | Estádio Santa Laura           | 22.375     | 0 (não possui) | 1             |
| Ferroviarios de Chile                | Estación Central | Província de Santiago | Estreante       | Estádio Población Los Nogales | 330        | 0 (não possui) | 1             |
| Santiago Football Club               | Santiago         | Província de Santiago | Estreante       | Estádio Santa Laura           | 22.375     | 0 (não possui) | 1             |

## Campeão
| Campeão Chileno 1934                                  |
| ----------------------------------------------------- |
| Club Deportivo Magallanes (Maipú) (2º título) Campeão |